# O’Higgins (region)
O’Higgins (hiszp. Región de O’Higgins, oficj. Región del Libertador General Bernardo O’Higgins, VI) – jeden z 16 regionów Chile. Jego stolica to Rancagua. Jest podzielony na trzy prowincje: Cachapoal, Colchagua i Cardenal Caro, dla potrzeb administracji lokalnej prowincje podzielone zostały na 33 gminy. Został nazwany na cześć Bernardo O’Higginsa Riquelme.
Region O’Higgins od zachodu graniczy z Oceanem Spokojnym, od wschodu z Argentyną, od północy z regionami Valparaíso i Metropolitana, a na południu z regionem Maule. Rozciąga się w przybliżeniu między równoleżnikami 33°51′S i 35°01′S i między południkiem 70°02′W, a Pacyfikiem. Powierzchnia tego regionu obliczona przez chilijski Wojskowy Instytut Geografii wynosi 16,387 km².

## Administracja
Regionem rządzi intendent, który jest mianowany przez prezydenta i regionalne rady (Consejo Regional de Chile). Na te ostatnie składa się szesnaście regionalnych administratorów, którzy są wybierani pośrednio (dziesięciu z Cachapoal, czterej z Colchagua, a dwaj z Cardenal Caro).
| Polityczno-administracyjny podział regionu O’Higgins | Polityczno-administracyjny podział regionu O’Higgins |                               |
| --- | ---------------------------------------------------- | ----------------------------- |
| \| Prowincja \| Stolica \| Gmina \| \| ------------- \| ------------ \| ----------------------------- \| \| Cachapoal \| Rancagua \| 1 Codegua \| \| Cachapoal \| Rancagua \| 2 Coínco \| \| Cachapoal \| Rancagua \| 3 Coltauco \| \| Cachapoal \| Rancagua \| 4 Doñihue \| \| Cachapoal \| Rancagua \| 5 Graneros \| \| Cachapoal \| Rancagua \| 6 Las Cabras \| \| Cachapoal \| Rancagua \| 7 Machalí \| \| Cachapoal \| Rancagua \| 8 Malloa \| \| Cachapoal \| Rancagua \| 9 Mostazal \| \| Cachapoal \| Rancagua \| 10 Olivar \| \| Cachapoal \| Rancagua \| 11 Peumo \| \| Cachapoal \| Rancagua \| 12 Pichidegua \| \| Cachapoal \| Rancagua \| 13 Quinta de Tilcoco \| \| Cachapoal \| Rancagua \| 14 Rancagua \| \| Cachapoal \| Rancagua \| 15 Rengo \| \| Cachapoal \| Rancagua \| 16 Requínoa \| \| Cachapoal \| Rancagua \| 17 San Vicente de Tagua Tagua \| \| Cardenal Caro \| Pichilemu \| 18 La Estrella \| \| Cardenal Caro \| Pichilemu \| 19 Litueche \| \| Cardenal Caro \| Pichilemu \| 20 Marchihue \| \| Cardenal Caro \| Pichilemu \| 21 Navidad \| \| Cardenal Caro \| Pichilemu \| 22 Paredones \| \| Cardenal Caro \| Pichilemu \| 23 Pichilemu \| \| Colchagua \| San Fernando \| 24 Chépica \| \| Colchagua \| San Fernando \| 25 Chimbarongo \| \| Colchagua \| San Fernando \| 26 Lolol \| \| Colchagua \| San Fernando \| 27 Nancagua \| \| Colchagua \| San Fernando \| 28 Palmilla \| \| Colchagua \| San Fernando \| 29 Peralillo \| \| Colchagua \| San Fernando \| 30 Placilla \| \| Colchagua \| San Fernando \| 31 Pumanque \| \| Colchagua \| San Fernando \| 32 San Fernando \| \| Colchagua \| San Fernando \| 33 Santa Cruz \| | Polityczno-administracyjny podział regionu O’Higgins |                               |
| Prowincja | Stolica                                              | Gmina                         |
| Cachapoal | Rancagua                                             | 1 Codegua                     |
| Cachapoal | Rancagua                                             | 2 Coínco                      |
| Cachapoal | Rancagua                                             | 3 Coltauco                    |
| Cachapoal | Rancagua                                             | 4 Doñihue                     |
| Cachapoal | Rancagua                                             | 5 Graneros                    |
| Cachapoal | Rancagua                                             | 6 Las Cabras                  |
| Cachapoal | Rancagua                                             | 7 Machalí                     |
| Cachapoal | Rancagua                                             | 8 Malloa                      |
| Cachapoal | Rancagua                                             | 9 Mostazal                    |
| Cachapoal | Rancagua                                             | 10 Olivar                     |
| Cachapoal | Rancagua                                             | 11 Peumo                      |
| Cachapoal | Rancagua                                             | 12 Pichidegua                 |
| Cachapoal | Rancagua                                             | 13 Quinta de Tilcoco          |
| Cachapoal | Rancagua                                             | 14 Rancagua                   |
| Cachapoal | Rancagua                                             | 15 Rengo                      |
| Cachapoal | Rancagua                                             | 16 Requínoa                   |
| Cachapoal | Rancagua                                             | 17 San Vicente de Tagua Tagua |
| Cardenal Caro | Pichilemu                                            | 18 La Estrella                |
| Cardenal Caro | Pichilemu                                            | 19 Litueche                   |
| Cardenal Caro | Pichilemu                                            | 20 Marchihue                  |
| Cardenal Caro | Pichilemu                                            | 21 Navidad                    |
| Cardenal Caro | Pichilemu                                            | 22 Paredones                  |
| Cardenal Caro | Pichilemu                                            | 23 Pichilemu                  |
| Colchagua | San Fernando                                         | 24 Chépica                    |
| Colchagua | San Fernando                                         | 25 Chimbarongo                |
| Colchagua | San Fernando                                         | 26 Lolol                      |
| Colchagua | San Fernando                                         | 27 Nancagua                   |
| Colchagua | San Fernando                                         | 28 Palmilla                   |
| Colchagua | San Fernando                                         | 29 Peralillo                  |
| Colchagua | San Fernando                                         | 30 Placilla                   |
| Colchagua | San Fernando                                         | 31 Pumanque                   |
| Colchagua | San Fernando                                         | 32 San Fernando               |
| Colchagua | San Fernando                                         | 33 Santa Cruz                 |

### Po angielsku
- „The Libertador Bernardo O’Higgins Region” at the Chilean government website. chileangovernment.gov.cl. [zarchiwizowane z tego adresu (2007-10-30)].
- Regional government of the O’Higgins Region. goreohiggins.cl. [zarchiwizowane z tego adresu (2007-07-18)].

### Po hiszpańsku
- VI.cl: Portal de la Sexta Región (Portal for the Sixth Region)
- Portal turístico de Pichilemu, Región de O’Higgins (Tourist portal of Pichilemu, O’Higgins Region)